# 咖啡屬
咖啡属是龙胆目茜草科的一属，原产于非洲，有许多变种。每一变种都同特定的气候条件和海拔高度有关。野生咖啡树是常绿灌木，高3米至3.5米，分支上有白色小花，具有茉莉花的香味。果实长1.5至1.8厘米，红色，内有相邻排列的两粒种子，每粒种子外均包有內果皮和表膜。

## 分類
本属归类于仙丹花亞科咖啡族。全世界的咖啡属植物大约有60多种，人工栽培用于制作咖啡的只有25种，其中用作商品咖啡的只有4种：大果咖啡（Coffea liberica）、中果咖啡（Coffea canephora）、小果咖啡（Coffea arabica）和高产咖啡（Coffea dewevrei）。
臺灣所生非人工栽培的物種有C. arabica、C. liberica、剛果咖啡（C. congensis。）
- 小果咖啡：被公认为最优良的种，只能生长在海拔600米以上、土地肥沃、排水良好的丘陵地带，因此最初仅种植于喀麦隆和几内亚高原，后引入拉丁美洲和亚洲。
- 中果咖啡：原产地在西非。变种之一为粗壮咖啡（Coffea robusta），其耐病能力和产果率更高，能栽培于小果咖啡无法生存的湿热地区，主要用来生产速溶咖啡。
- 大果咖啡：原产地是利比里亚，分布很广，耐性很强，但质量较差。

咖啡树的主要种植区域是拉丁美洲的巴西、哥伦比亚、牙买加、波多黎各、古巴、海地、墨西哥、危地马拉、洪都拉斯，非洲的科特迪瓦、喀麦隆、几内亚、加纳、中非、安哥拉、刚果、埃塞俄比亚、乌干达、肯尼亚、坦桑尼亚、马达加斯加，亚洲的印度尼西亚、马来西亚、越南、印度、菲律宾等。在臺灣的南投縣、雲林縣古坑鄉、嘉義縣阿里山鄉、中埔鄉、番路鄉、梅山鄉、台南市東山區及台東縣等地的山區亦有小規模種植。

## 種
- 阿比欧库塔种咖啡（Coffea abeokutae）：
- Coffea ambongensis
- Coffea anthonyi[3]：2008年於喀麥隆發現的新種
- 阿拉比卡种咖啡（Coffea arabica）：又名小果咖啡、小粒咖啡、小粒种咖啡。
- 阿诺尔迪亚纳种咖啡（Coffea arnoldiana）：
- 本伽兰西斯种咖啡（Coffea bengalensis）：又名米什米咖啡、孟加拉咖啡
- Coffea boinensis
- Coffea bonnieri
- 卡尼弗拉种咖啡（Coffea canephora）：又名羅布斯塔咖啡、中果咖啡、中粒咖啡、中粒种咖啡
- 卡里尔咖啡（Coffea charrieriana）：又名炭烧咖啡。2008年於喀麥隆發現的新種，不含咖啡因，而且其不含咖啡因的特性跟其他種雜交後依然保留[3]。
- 刚果咖啡（Coffea congensis）：又名康金西斯种咖啡
- 欧基尼奥伊德斯种咖啡（Coffea eugenioides）：
- 艾克赛尔萨种咖啡（Coffea excelsa）：又名伊克賽爾撒咖啡、埃塞尔萨咖啡
- Coffea gallienii
- 卡帕卡塔种咖啡（Coffea kapakata）：
- 卡斯亚娜种咖啡（Coffea khasiana）：
- 利比里卡种咖啡（Coffea liberica）：又名大果咖啡、大粒咖啡、大粒种咖啡
  - 德维瑞种咖啡（C. l. var. dewevrei / C. dewevrei）：又名高产咖啡，原本是大果咖啡下的一個變種，現在被認為是C. liberica的異名。
- Coffea magnistipula
- Coffea mogeneti
- 瑞斯莫撒种咖啡（Coffea racemosa）：
- 萨尔瓦特里克斯种咖啡（Coffea salvatrix）：
- 思迪诺菲拉种咖啡（Coffea stenophylla）：又名狭叶咖啡
- 特拉文科仁西斯种咖啡（Coffea travencorensis）：
- 维提亚娜种咖啡（Coffea wightiana）：
- 赞奎巴利亚种咖啡（Coffea zanguebariae）：

### 引用
1. ↑  . TROPICOS. Missouri Botanical Garden.   [2010-02-13]. （原始内容存档于2010-03-27）.
2. ↑  . Taxonomy. UniProt.   [2010-02-13]. （原始内容存档于2021-01-07）.
3. 1 2  Stoffelen, Piet; Noirot, Michel; Couturon, Emmanuel; Anthony, François. . Botanical Journal of the Linnean Society. 2008, 158 (1): 67–72. doi:10.1111/j.1095-8339.2008.00845.x.